# زمین و غلات
زمین و غلات (انگلیسی: Soil and grain) یک اصطلاح سیاسی رایج چینی در حوزه فرهنگی شرق آسیا برای دولت بود. شجیتان، محراب‌های خاک و غلات، در کنار محراب‌های اجدادی ساخته شده‌است. پادشاهان چینی سلسله‌های مینگ و چینگ مراسمی از خاک و غلات را برای تأیید حاکمیت خود در شیجیتان پکن برگزار می‌کردند.
در دوره ایالت‌های جنگ‌طلب، وزرا با ادعای وفاداری بیشتر به «خاک و غلات» از حاکمان خود سرپیچی کردند.